# Ozegna
Ozegna (piemonti nyelven Osegna) egy olasz község Piemontban, Torino megyében.

## Ozegna kastélya
Ozegna központjában emelkedik a középkori építésű kastély. Jelenlegi formáját a 15. században nyerte el, amikor Gottifredo di Biandrate gróf védelmi célokból kibővíttette. A kastély később a Savoyai-ház, majd a San Martino d’Agliè grófok kezére került. Az utolsó átalakíásokat a 16. és 17. században végezték rajta, ekkor épült az északi oldalán a három négyszögalapú torony, és az északi oldalon a körtorony.  Belsejében 16 századi freskókat őriz.

## Fordítás
- Ez a szócikk részben vagy egészben  a   Castello di Ozegna című olasz Wikipédia-szócikk fordításán alapul.  Az eredeti cikk szerkesztőit annak laptörténete sorolja fel. Ez a jelzés csupán a megfogalmazás eredetét és a szerzői jogokat jelzi, nem szolgál a cikkben szereplő információk forrásmegjelöléseként.